# Anlagevermittlung
Anlagevermittlung (englisch investment brokerage) ist im Finanzwesen die Vermittlung von Geschäften zwischen einem Käufer und einem Verkäufer von Finanzinstrumenten oder Finanzprodukten. Derjenige, der Anlagevermittlung betreibt, erhält für seine Tätigkeit von seinem Auftraggeber eine Provision.

## Begriff
Die Anlagevermittlung ist ein Finanzdienstleistungsgeschäft. Gegenstand ist die Vermittlung von Geschäften über die Anschaffung oder Veräußerung von Finanzinstrumenten im fremden Namen und auf fremde Rechnung. Die Vermittlung im eigenen Namen auf fremde Rechnung ist hingegen ein Wertpapierkommissionsgeschäft, welches kein Finanzdienstleistungsgeschäft, sondern ein Bankgeschäft darstellt. Der Verkauf eines Finanzinstruments im eigenen Namen auf eigene Rechnung ist ein Eigengeschäft.
Für seine Vermittlungstätigkeit erhält der Anlagevermittler von seinem Auftraggeber eine Provision. Der Anlagevermittler besitzt keine Vollmacht zum Anschluss von Geschäften über den Erwerb und die Veräußerung von Finanzinstrumenten, sondern leitet eine Kundenanfrage als Bote der Willenserklärung an seinen Auftraggeber weiter. Die Partei, für die er tätig ist, kann die Kundenanfrage ablehnen. Besitzt der Vermittler hingegen Vollmacht und gibt er eine eigene Willenserklärung im fremden Namen als offener Stellvertreter seines Auftraggebers ab, betreibt er keine Anlagevermittlung, sondern Abschlussvermittlung (§ 1 Abs. 1a Satz 2 Nr. 2 KWG).

### Handelsvertreter und Broker
Betreibt ein Handelsvertreter (der Emittent ist Auftraggeber) Anlagevermittlung, ist er Teil eines Finanzvertriebs. Er ist im Rahmen einer Geschäftsbesorgung ständig damit betraut, Finanzinstrumente des Emittenten zu vertreiben. Wer hingegen im Auftrag des Erwerbers eines Finanzinstruments als Handelsmaklers (Finanzmakler) tätig wird, ist ein Broker. Wer im Auftrag des Anlegers Abschlussvermittlung betreibt, betreibt Finanzportfolioverwaltung (§ 1 Abs. 1a Satz 2 Nr. 3 KWG).
Der Anlagevermittler ein Finanzintermediär.

### Anlageberatung
Tritt neben die Vermittlungstätigkeit des Anlagevermittlers noch eine Beratungsdienstleistung aus einem Anlageberatungsvertrag mit dem Anleger, wird der Anlagevermittler als Anlageberater bezeichnet. Die Abgrenzung zwischen Anlagevermittlung und Anlageberatung liegt maßgeblich darin, dass letzterer eine Empfehlung zugrunde liegt.

### Zulassung
Der Begriff der Anlagevermittlung ist im April 2002 als eine Finanzdienstleistung in das Kreditwesengesetz (KWG) aufgenommen worden. Liegen die Tatbestandsvoraussetzungen der Anlagevermittlung vor, handelt es sich um eine Finanzdienstleistung, die grundsätzlich nur von Instituten im Sinne des KWG (Kreditinstitute und Finanzdienstleistungsinstitute) übernommen werden darf. Demnach bedarf die Anlagevermittlung nach § 32 KWG einer Zulassung als Finanzdienstleistungsinstitut (kleine Banklizenz) oder als Kreditinstitut. Vermittelt ein Anlagevermittler hingegen nur Anteile oder Aktien an einem Investmentvermögen oder Anlagen nach dem Vermögensanlagengesetz, braucht er als Finanzanlagenvermittler lediglich eine gewerberechtliche Zulassung mit Sachkundenachweis der Industrie- und Handelskammer nach § 34f Gewerbeordnung.

## Rechtsfragen
Die Anlagevermittlung steht zwischen einer kaufwilligen und einer verkaufswilligen Partei. Die Legaldefinitionen des § 1 Abs. 1a Satz 2 Nr. 1 KWG und § 2 Abs. 8 Satz 1 Nr. 4 WpHG setzen eine Vermittlungstätigkeit voraus. Der Begriff der Vermittlung beruht auf § 34c Abs. 1 Nr. 1 GewO, worin die Tätigkeit des Nachweismaklers beschrieben ist, soweit sie sich auf Finanzinstrumente im Sinne des § 1 Abs. 11 KWG bezieht. Erfasst wird demnach das zielgerichtete Fördern der Abschlussbereitschaft des Anlegers, damit dieser ein Geschäft über die Anschaffung und die Veräußerung von Finanzinstrumenten mit einem Dritten abschließt. Der Anlagevermittler beschränkt sich auf die Entgegennahme und Übermittlung von Aufträgen von Anlegern. Während die EU-Richtlinie 2004/39/EG vom 21. April 2004 in der Vermittlung noch eine Art Weiterleitungstätigkeit in Form von Annahme und Übermittlung von Aufträgen sah, konkretisierte die BaFin im Mai 2011, dass hierunter die Zusammenführung von zwei Parteien zum Zwecke des Geschäftsabschlusses zu verstehen ist.
Der Anlagevermittler muss in Verbindung zu beiden abschlusswilligen Parteien treten, diese zum zukünftigen Geschäft zusammenführen oder zum Vertragsabschluss beitragen. Dabei beschränkt sich das Tätigkeitsfeld des Anlagevermittlers auf den Vertrieb einer oder einer sehr begrenzten Anzahl von Kapitalanlagen, was die Anlagevermittlung von der Anlageberatung unterscheidet. Die Aktivität kann dabei entweder vom Vermittler oder von den zu vermittelnden Parteien ausgehen. Der Tatbestand der Anlagevermittlung ist dem Bundesgerichtshof (BGH) zufolge weit auszulegen und ist bereits dann erfüllt, wenn der Vermittler den Abschluss eines konkreten Geschäfts bereits so umfassend vorbereitet und abgewickelt hat, dass der Kunde den Auftrag nur noch zu unterschreiben und abzusenden hat oder wenn der Vermittler nach einer Anlageberatung die vom Kunden unterschriebenen Orderbelege weiterleitet. Der Anlagevermittler muss den Anleger ebenso wie der Anlageberater richtig und vollständig über alle für das Finanzinstrument wichtigen tatsächlichen Umstände informieren. Handelt es sich beim Anlagevermittler um ein Wertpapierdienstleistungsunternehmen, so muss es nach § 64 WpHG dem Privatanleger vor der Anlagevermittlung eine Geeignetheitserklärung übergeben.

## Vermittlungsobjekte
Vermittlungsobjekte können alle Arten von Finanzinstrumenten und Finanzprodukten sein. Der Begriff der Finanzinstrumente umfasst nach der Legaldefinition in § 1 Abs. 11 KWG Geldmarktinstrumente, Devisen, Derivate, Vermögensanlagen im Sinne des § 1 Abs. 2 VermAnlG (Aktien, partiarische Darlehen, Nachrangdarlehen, Genussrechte), Schuldverschreibungen oder Anteile an Investmentvermögen im Sinne des § 1 Abs. 1 KAGB.